# Richard Finch (golfer)
Richard J. Finch (Kingston upon Hull, 6 september 1977) is een Engelse golfprofessional.

## Amateur

### Gewonnen
- 2000: Spaans amateurkampioenschap golf
- 2002: Engels amateurkampioenschap golf
- 2003: St Andrews Links Trophy

## Professional
Finch is in 2003 professional geworden en behaalde voor het eerst in 2005 zijn Tourkaart en zijn kaart behield tot en met 2015.

Op 2 december 2007 won hij het New Zealand Open en behaalde daarmee de eerste overwinning. In Europa telde het mee voor seizoen 2008. Op 18 mei 2008 won hij het Iers Open op het Adare Manor Hotel & Golf Resort.
Finch baarde tijdens dat toernooi opzien door op de laatste dag, bij de 18e hole, na zijn derde slag uit te glijden en tot zijn borst in de op het terrein gelegen rivier Maigue te belanden.
Eind 2008 stond hij als nummer 20 op de Order of Merit.
Zijn laagste ronde speelde hij tijdens de Volvo Golf Champions in Bahrein in 2011, waar hij het baanrecord verbeterde en een ronde van 63 ofwel een score van -9 binnenbracht.
Finch is getrouwd met Debbie. Ze wonen in Cheshire en hebben een boerderij in Rosario, Argentinië.

### Gewonnen
- 2008: Michael Hill New Zealand Open en het Irish Open